# Lozóvoie (Bélgorod)
|  | Per a altres significats, vegeu «Lozóvoie». |

Lozóvoie - Лозовое (rus) - és un poble de l'óblast de Bélgorod, a Rússia. El 2010 tenia 502 habitants. Pertany al districte (raion) de Rovenkí.